# 東トルキスタン共和国

東トルキスタン共和国
شەرقىي تۈركىستان جۇمھۇرىيىتى

国歌: 解放の途上にて

東トルキスタン共和国（ひがしトルキスタンきょうわこく、ウイグル語：شەرقىي تۈركىستان جۇمھۇرىيىتى、英語：Sherqiy Türkistan Jumhuriyiti）は、テュルク系イスラム教徒によって、20世紀前半に中華民国の新疆省に属していた、中央アジアの東トルキスタン地方において樹立された政権である。
- 東トルキスタン西南部のタリム盆地カシュガルを中心とした第1次東トルキスタン共和国（1933年～1934年）
- 東トルキスタン北部のイリ・タルバガタイ・アルタイの3区を拠点とした第2次東トルキスタン共和国（1944年～1950年）

があり、歴史上2度にわたり、それぞれ別々の地域を拠点として樹立され、いずれも一定の期間、東トルキスタンの一部において実効的な独立政権を実現した。

## 第1次東トルキスタン共和国
1933年から1934年にかけて存在した第1次の東トルキスタン共和国は、1930年代始めに東トルキスタンを支配していた新疆省政府に対してウイグル人が主体となって現地のイスラム教徒の独立運動を糾合し、タリム盆地西南部のカシュガルに建設された政権である。1920年代に、第一次世界大戦後のロシア内戦とシベリア出兵の結果、大量のロシア人が中央アジアに流入し、その一部は中国領内に流入してテュルク人社会を形成した。この政権の発足は、これらの人々が傭兵として独立運動に参加し、軍事力を提供した四・十二クーデターが契機であった。

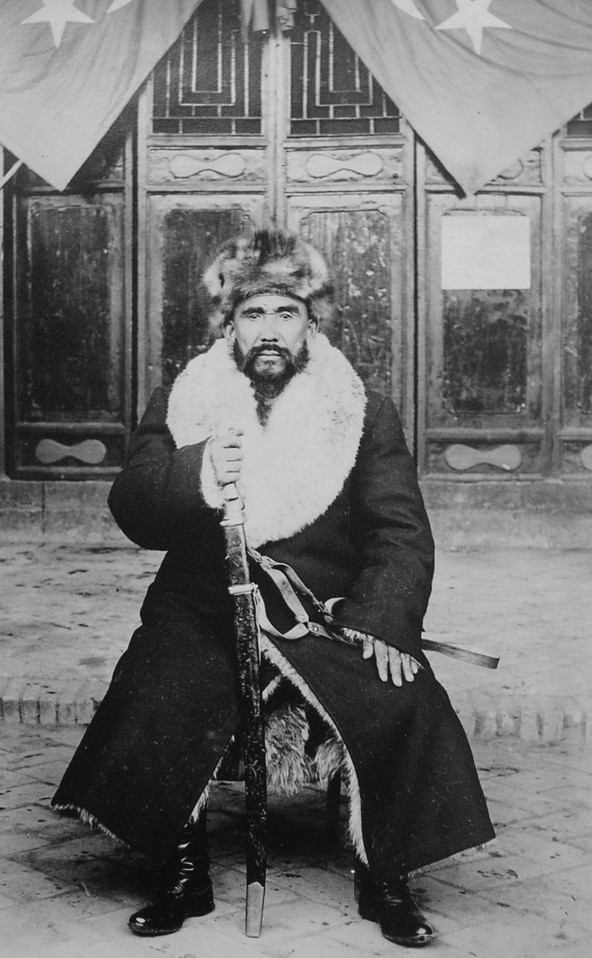
ホージャ・ニヤーズ 国旗の前に座る, 1933

第1次東トルキスタン共和国の実効支配域
東トルキスタンイスラム共和国国旗
東トルキスタンイスラム共和国国章

1928年、蔣介石の南京国民政府が楊増新を新疆省長に任命したが、樊耀南(Fan Yaonan)に暗殺されると金樹仁が権力を掌握した。金樹仁の5年間の新疆統治がもたらした腐敗と圧制は、民族・宗教間の紛争を一気に表面化させた。
1931年、ハミのホージャ・ニヤーズがウルムチで蜂起。金樹仁はホージャ・ニヤーズ討伐に盛世才の部隊を派遣した。盛世才率いる省政府軍は反乱軍を撃破。ハミのホージャ・ニヤーズらに率いられた反乱勢力は西方へ逃亡した。
1932年、新疆に進出してきた甘粛省のイスラム教徒（回族）軍閥である馬仲英が率いる馬家軍がトゥルファンで反乱を起こしたが、これも盛世才に撃破された。
1933年4月12日、参謀処長陳中がイリへ逃れてきていた白系ロシア人と満州族の傭兵(帰化軍)を擁して蜂起(四・十二クーデター)。金樹仁はソ連に亡命。
1933年6月、馬仲英が再び侵攻し、ハミ、木塁河、古城で漢族を虐殺した。ウルムチから送られた呉藹宸と和平案を締結し、ハミを馬仲英に与える事で一旦合意した。しかし、すぐに戦闘が再開され、馬仲英軍に帰化軍が圧倒され、滋泥泉まで押し込まれた。にわかに雪が降ると雪に慣れていた東北抗日義勇軍が馬仲英軍を撃破し、馬仲英は西のソ連領に逃亡した。6月26日、ウルムチでクーデターを企てた陳中、李笑天、陶明樾が粛正された。7月、馬仲英とホージャ・ニヤーズが交戦し、馬仲英がトクスンを占領し、ホージャ・ニヤーズは脱出した(トクスンの戦い)。8月1日、盛世才が新疆辺防督弁に正式に任命された。10月、盛世才は同様に東北抗日義勇軍の指導者鄭潤成を銃殺し、同軍を解散させた。

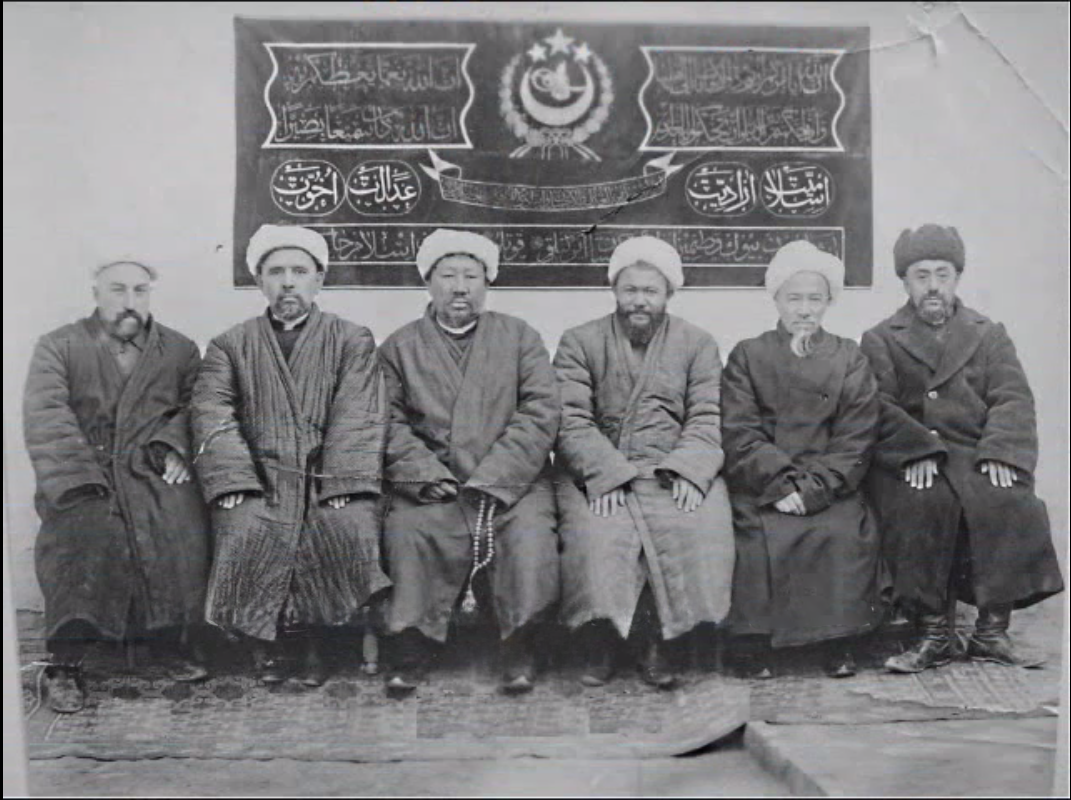
政府首脳 国章の前に座る, 1933

回族軍閥の侵入を受けなかったタリム盆地南部のホータンでも、1933年初頭にムハンマド・アミーン・ブグラらが、在地の宗教指導者をリーダーに戴き、反乱を起こした。ホータンの反乱軍は漢族の官吏を追放してホータンを支配すると、西のヤルカンド、カシュガルへ進軍し、ハミ、トゥルファンから逃亡してきたホージャ・ニヤーズらの勢力を糾合して11月12日に東トルキスタン・イスラーム共和国の建国を宣言した。
共和国の大統領には、ハミの勢力を代表しホージャ・ニヤーズが、首相にはホータンの勢力を代表しサービト・ダーモッラーが就任した。彼らはイギリス、トルコなどの諸外国の承認を得て独立を国際的に認めさせようとしたが失敗している。

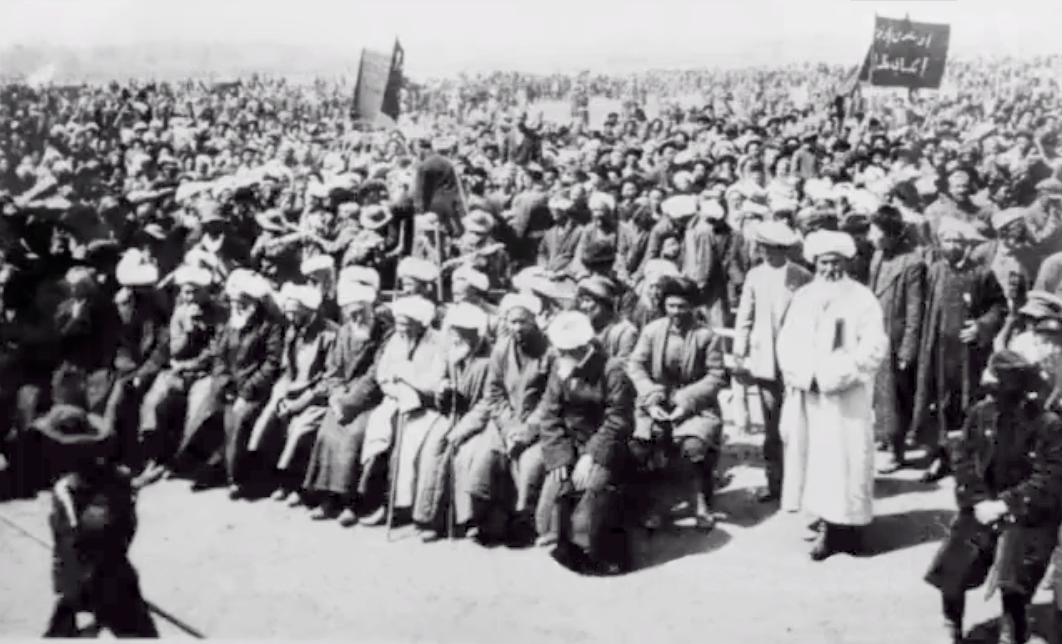
東トルキスタン・イスラーム共和国独立宣言（東トルキスタンカシュガル。1933年11月12日）

盛世才の新疆省政府は、トゥルファンを占拠する馬仲英にウルムチを脅かされていたが、ソビエト連邦に介入を要請。翌1934年の初頭に新疆に入ったソ連軍によってトゥルファンを追われた馬仲英の軍は、ホータンに侵攻し、東トルキスタン・イスラーム共和国の軍隊を壊滅させた。
共和国崩壊を受け、大統領のホージャ・ニヤーズは、ソ連を通じて省政府督軍の盛世才と交渉を行い、首相のサービト・ダーモッラーを新疆省政府に引渡し、自らは省政府副主席に就任し、盛世才率いる省政府に寝返った。
宗教指導者に率いられた第1次東トルキスタン共和国の設立に中心的に活躍したのは、ロシア領の西トルキスタンで1910年代に行われたジャディード運動に影響を受けた商人・知識人層であり、20世紀初頭から始まった東トルキスタンの民族運動のひとつの結実を示す事件であった。
1934年3月、国民政府が盛世才を新疆省政府主席に任命すると、盛世才はホージャ・ニヤーズを省政府副主席に任命した。1936年に盛世才が新疆省への入境に査証を義務化して、中国内地からの影響を遮断し、事実上独立国とした。

## 第2次東トルキスタン共和国
1944年から1946年にかけて存在した第2次の東トルキスタン共和国は、第二次世界大戦期にソ連の支持を得て高揚した東トルキスタン独立運動によって、新疆省の北部のグルジャに樹立された政権である。中華人民共和国では、中国革命の一環として行われた反国民政府運動のひとつと見なされている。
彼らの政治運動は、当時10区あった新疆省の行政監察区のうち、第2(イリ)、第5(タルバガタイ)、第6(アルタイ)の三地区を支配したことから「三区革命」と呼ばれている。実際には中国からの独立政権を目指していた。

第2次東トルキスタン共和国の実効支配域
東トルキスタン共和国国旗
東トルキスタン共和国軍旗

1944年にイリ渓谷のグルジャ（伊寧市）で蜂起した独立軍が同年11月12日に建国した。反乱軍にはソ連軍（赤軍）が、装備、要員面で協力しており、12月までにイリ地区の全域が反乱軍の手に落ちた。また、翌1945年には、ソ連領の西トルキスタンで教育や訓練を受けたカザフ人のゲリラ勢力が、アルタイ地区、タルバガタイ地区を占領し、東トルキスタン政権に合流した。

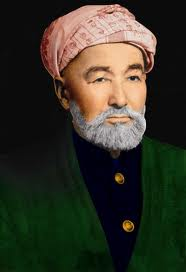
共和国主席に就任したアリハーン・トラ

共和国の元になった反乱軍は親ソ派ウイグル知識人のアブドゥルキリム・アバソフが指導していたが、共和国政府は、ウイグル人だけではなく東トルキスタンに居住する全テュルク系ムスリムを糾合させる汎テュルク主義を標榜していた。共和国の主席には親ソ派ウズベク人の宗教指導者で主戦派のアリハーン・トラが、副主席にはグルジャの名家出身の有力者アキムベク・ホージャ(Hakim Beg Hoja / Asim Beg Hoja)が就任し、ムスリム社会の上層部の人々が積極的に政権に招聘された。
しかし実際には、共和国は軍事部門を中心に、ソ連国籍を持つロシア人やテュルク系民族出身の要員に指導されており、ソ連の強い影響下に置かれていた。共和国政府では、中国国民党との交渉で台頭した親ソ派のアフメトジャン・カスィミが次第に実権を掌握していった。

## 新疆省連合政府
1945年9月、東トルキスタン軍が、ウルムチへの進軍を始めたため、新疆省政府はソ連に和平の仲介を要請した。「独立国」東トルキスタン共和国の頭越しにソ連と国民政府の直接交渉が行われ、ソ連はアリハーン・トラ主席を自国に連れ去ってしまった。この結果、東トルキスタン共和国は1946年、ソ連の意思に従って新疆省政府に合流し、東トルキスタン・イリ専署（イリ専区参議会）と改称した。
しかし、新疆省政府と東トルキスタン・イリ専署が合同して成立した新疆省連合政府は1947年5月ごろに崩壊し、副主席アフメトジャンをはじめとする旧共和国派はイリ地方に退去して、かつての東トルキスタン共和国の領域を再び支配しはじめた。同年翌月にはソ連の支援を受けたモンゴル人民革命軍と中華民国軍が新疆で武力衝突した北塔山事件が起きた。

## 中国共産党のウイグル侵攻

中華人民共和国国旗

1949年、国共内戦を制した中国共産党は、新疆の接収を行うために、鄧力群を派遣し、イリ政府との交渉を行った。毛沢東は、イリ政府に書簡を送り、イリの首脳陣を北京の政治協商会議に招いた。しかし、8月27日、北京に向かった3地域の11人のリーダー達、アフメトジャン・カスィミ(Ehmetjan Qasim)、アブドゥルキリム・アバソフ(Abdulkerim Abbas)、イスハクベグ・モノノフ(Ishaq Beg Munonov)、Luo Zhi、Rakhimjan Sabirhajiev、デレリカン・スグルバヨフ(Dalelkhan Sugirbayev)らイリ首脳陣の乗った飛行機はソ連領内アルマトイで消息を絶った。首脳を失ったイリ政府は混乱に陥ったが、残されたイリ政府幹部のセイプディン・エズィズィが陸路で北京へ赴き、政治協商会議に参加して共産党への服属を表明した。9月26日にはブルハン・シャヒディら新疆省政府幹部も国民政府との関係を断ち共産党政府に服属することを表明した。

### 人民解放軍による侵攻
12月までに中国人民解放軍が新疆全域に展開し、東トルキスタンは完全に中華人民共和国に統合された(新疆侵攻)。ウイグル族とソ連領中央アジア出身者、モンゴル族やシベ族、回族で構成された東トルキスタン共和国軍（イリ民族軍）を野戦第五軍に編入した人民解放軍に対抗して、国民党側についたウイグル族のユルバース・カーンは白系ロシア人と中国人ムスリムの軍(帰化軍)を率いていた。1950年、伊吾で国民党軍と人民解放軍の戦闘が起こり、敗れた国民党は中国大陸を脱出することになった(伊吾の戦い)。ユルバース・カーンはチベットを通過してインドのカルカッタへ逃亡しなければならなかったが、チベットでダライラマ軍に攻撃を受けた。カルカッタからは国民党とともに蒸気船で台湾に避難した。ユルバース・カーンが新疆省亡命政府主席に就任。

## 北京政府による統治開始後
第2次東トルキスタン共和国は中国国民政府との新疆省連合政府を経て中華人民共和国新疆ウイグル自治区となったが、それ以降、主に国外を中心に東トルキスタンの独立を主張するウイグル人活動家たちが活動している。
1980年代には、新疆省での紛争は1985年の12・12事件、1988年の6・15事件、1989年の5・19事件などが頻発した。1989年の5・19事件は北京での民主化デモが波及したものとされる。

### バリン郷事件
1990年4月5日から6日にかけて、カシュガルから30kmほどに位置する新疆西部アクト県バリン郷(巴仁郷, Baren Township)においてバリン郷事件(Baren Township riot)が発生した。4月5日未明、郷政府を襲撃したウイグル人住民230名余りが、コーランを唱えデモを行った。説得に応じなかったデモ隊に対して郷政府所属中国人民武装警察部隊が出動、銃撃を行い、銃撃戦となった。デモを指導したツェディン・ユスプら15名が射殺された。国際人権救援機構(アムネスティ・インターナショナル)は死者50名、6000名が「反革命罪」で訴追されたと報告している。デモの中心になったのはキルギス人で、「われわれはトルキスタン人だ」と主張し、入植した漢民族の追放、新疆省での核実験や産児制限への反対、自治の拡大が求められた。
中国政府および現地郷政府当局は「反革命武装暴乱」「東トルキスタン共和国の樹立を目指す分離主義による暴動」と認定しているが、毛里和子は中国政府らによる認定について「数頭の馬、斧、少々の手榴弾で武装したたった200人余りの暴徒が共産党の支配を覆し新疆を独立させることができるは、誰が考えても現実的ではない」と指摘している。
バリン郷事件以降、自治区党顧問委員会主任の王恩茂は「新疆は古代から中国の領土だった」と各地で演説した。王恩茂は1949年8月に新疆に入った(ウイグル侵攻)時の中国人民解放軍司令官で、新疆生産建設兵団を設立した人物である。
1994年にキルギスタン国会議員ヌルムハメド・ケンジェフとカザフスタンのウイグル協会会長アシール・ワヒジは、新疆のトルコ系住民のほとんどは強い反漢主義を持つが、中国共産党政府による支配が巧みで統一運動が組織できないこと、また、ロシアと異なり中国は文化的違いを認めないため、民族文化が消滅するとして批判している。また両者はロプノルでの核実験を批判している。1964年以来、新疆ウイグル自治区ロプノール湖は核実験場として使われ、1996年までに核実験が45回に渡り実施され、1980年までに行なわれた核実験は、地下核実験ではなく地上で爆発させた。物理学者の高田純は、核実験によって東トルキスタンの広範囲の土地が放射能で汚染され、現地ウイグル人ら19万人が急死、急性の放射線障害などによる被害者が129万人に達するとしている。ウイグル人医師のアニワル・トフティは、ウイグル人の悪性腫瘍の発生率が他の地域に住む漢民族と比べて35%も高く、漢民族であっても新疆ウイグル自治区に30年以上住んでいるものは、悪性腫瘍の発生率がウイグル人と同程度としている。
1995年7月には南疆ホタンで、当局によるモスク管理者解任に際して、「中国共産党は宗教に干渉するな」と抗議デモを行い、警察に鎮圧されている。1996年4月にはカシュガルやクチャで紛争が発生し、またカシュガル最大のモスクであるマイティガル寺院の最高責任者アルンハン・ハジ暗殺未遂事件が起こっている。ハジは中国政府寄りの人物で、一部で銃撃戦となり、9名が死亡、1700名が「新疆分裂主義者」として逮捕拘禁された。

### グルジャ事件
1997年2月5日、グルジャ事件(イニン事件)がグルジャ市(伊寧市)で発生。香港では600名が負傷、不明者150名、逮捕者1500名と報道された。カザフスタンの東トルキスタン統一革命民族戦線は、漢族住民55名、ウイグル人20名が死亡したと発表した。中国側は「共産党政権の転覆を目的として民族分裂主義者の破壊活動」とした。4月24日にはイリ中級法院伊寧市人民法院は公開裁判をひらき、暴動の首謀者ユスプ・トルソンら3名を死刑に処した。
1997年2月25日、ウルムチ・バス爆破事件。

### 2009年ウイグル騒乱
2009年7月5日に中国の東トルキスタン支配に抗議する大規模なデモがウルムチで行われ、武装警察の鎮圧によりウイグル人1,500人が射殺されたとされている。その後、1万人のウイグル人が行方不明となったと世界ウイグル会議は訴えている。なお、中国政府は、事件翌日からウイグル自治区全域で一軒々々を家宅捜索してウイグル人男性4,000人以上を拘束したことを発表するとともに、犠牲者のほとんどは漢民族であるとしている。

## 近年の動向

### 世界ウイグル会議

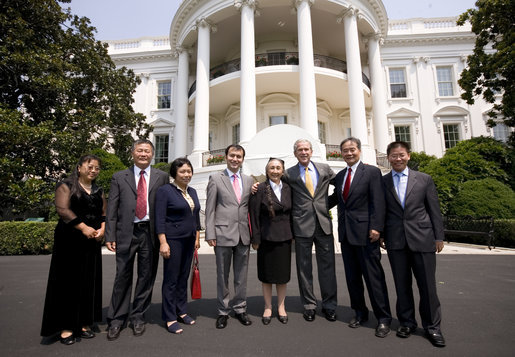
ラビア・カーディル代表と米国のジョージ・ブッシュ大統領を中心に集う人権活動家達（2008年7月29日ホワイトハウス）

1992年、トルコの退役将校であるリザ・ベキン(Mehmet Riza Bekin Pasha)らを中心に、トルコのイスタンブールで「東トルキスタン民族会議が開催された。1996年には、学生運動家のドルクン・エイサらを中心に、ドイツのミュンヘンに「世界ウイグル青年会議」が設立された。
2004年4月16日には、「東トルキスタン民族会議」と「世界ウイグル青年会議」が合流し、「平和的・非暴力的・民主的」な反対運動を行う世界ウイグル会議として再編された。初代議長は、ラジオ・フリー・ヨーロッパ元職員エルキン・アルプテキン（元新疆省幹部のエイサ・ユスプ・アルプテキンの子）が選出され、2006年11月には、ノーベル平和賞候補でもあるラビア・カーディルを第2代議長に選出した。
2012年5月18日には、ラビア・カーディル代表から東京都による尖閣諸島購入の資金が寄贈された。また、中国政府がどこの土地であっても「歴史的に我が国の領土」と主張していることを非難している。

### 東トルキスタン共和国亡命政府
しかし、世界ウイグル会議の姿勢は独立の放棄だと考える亡命ウイグル人グループ、またトルコ・ヨーロッパ系初期ウイグル独立運動を指揮したアルプテキン派に含まれない亡命ウイグル人グループは2004年9月14日にアメリカワシントンD.C.で、世界ウイグル会議とは別の組織の東トルキスタン共和国亡命政府本部を設立した。初代大統領としてエフメット・イゲムベルディ(Ehmet Igemberdi)が選出された。
東トルキスタン共和国亡命政府は、中国を帝国主義、侵略者として、大量虐殺や人道に対する罪などの観点から批判するとともに、世界ウイグル会議を「独立運動を妨げ、中華帝国の統一維持に貢献するものであり、中華帝国の支配下に置かれた奴隷であることを目ざす」ものとして批判している。
同亡命政府は、政治的に東トルキスタンとされる地域、すなわち現在の中華人民共和国の植民地になっているウイグル自治区に相当する地域を東トルキスタン共和国の正統な領土であると主張し、似た立場に置かれたチベットや台湾の独立にも賛成を表明している。